# George Peppard
George Peppard (Detroit, 1 de outubro de 1928 — Los Angeles, 8 de maio de 1994) foi um ator estadunidense.

## Biografia
Filho de uma cantora de ópera e de um construtor civil, começa por estudar Engenharia na Purdue University, em Michigan. Entretanto, interessado na representação vai para o The Actor's Studio. Estreia-se em 1957 em The Strange One de Jack Garfein.
A sua imagem perenizou-se no cinema com a sua interpretação nos filmes The Subterraneans (1960) de Ranald Macdougall baseado na obra literária de Jack Kerouac, Bonequinha de Luxo de Blake Edwards (1961), ao lado de Audrey Hepburn, e na série televisiva The A-Team (1983/87), conhecida no Brasil como "Esquadrão Classe A" e em Portugal como "Soldados da Fortuna".
Fez também o filme de acção A Lei de Newman e os de guerra Crepúsculo das Águias, Operação Crossbow e Tobruk. 

## Últimos anos e morte
Peppard superou um grave problema de alcoolismo em 1978 e ajudou também outros alcoólicos. Peppard fumava três maços de cigarros por dia e fumava charutos (que podíamos comprovar no programa Esquadrão Classe A onde ele como ator fumava charutos na série). Ele fumou até 1992, ano em que foi diagnosticado com um câncer no pulmão que conseguiu superar. 
Peppard, que já fumava dois maços por dia, morreu na noite de domingo, 8 de maio de 1994, após sofrer "complicações respiratórias" no Centro Médico da Universidade da Califórnia, em Los Angeles, segundo funcionários do hospital. Ele foi internado na semana anterior com problemas respiratórios.
O corpo de George foi enterrado ao lado dos seus pais no cemitério de Northview em Dearborn, Michigan. 

## Filmografia
| Ano       | Título                                           | Personagem                     | Notas                                                         |
| --------- | ------------------------------------------------ | ------------------------------ | ------------------------------------------------------------- |
| 1956      | The United States Steel Hour                     | Piney Woods                    | TV: Bang the Drum Slowly                                      |
| 1956–1957 | Kraft Television Theatre                         |                                | TV: The Long Flight Flying Object at Three O'Clock High       |
| 1957      | The Kaiser Aluminum Hour                         | Lynch                          | TV: A Real Fine Cutting Edge                                  |
| 1957      | Studio One                                       |                                | TV: A Walk in the Forest                                      |
| 1957      | The Alcoa Hour                                   | Eddie Pierce                   | TV: The Big Build-Up                                          |
| 1957      | The Strange One                                  | Cadet Robert Marquales         | Film debut                                                    |
| 1957      | Alfred Hitchcock Presents                        | Evan Wallace                   | TV: The Diplomatic Corpse                                     |
| 1957–1958 | Matinee Theatre                                  |                                | TV: End of the Rope, Part 1 End of the Rope, Part 2 Aftermath |
| 1958      | Suspicion                                        | Lee                            | TV: The Eye of Truth                                          |
| 1958      | Hallmark Hall of Fame                            | Dennis Walsh                   | TV: Little Moon of Alban                                      |
| 1959      | Pork Chop Hill                                   | Cpl. Chuck Fedderson           |                                                               |
| 1960      | Home from the Hill                               | Raphael "Rafe" Copley          |                                                               |
| 1960      | Startime                                         | Pat Lawrence                   | TV: Incident at a Corner                                      |
| 1960      | The Subterraneans                                | Leo Percepied                  |                                                               |
| 1961      | Breakfast at Tiffany's                           | Paul Varjak                    |                                                               |
| 1962      | How the West Was Won                             | Zeb Rawlings                   |                                                               |
| 1963      | The Victors                                      | Cpl. Frank Chase               |                                                               |
| 1964      | The Carpetbaggers                                | Jonas Cord                     |                                                               |
| 1964      | Theatre of Stars                                 | Buddy Wren                     | TV: The Game with Glass Pieces                                |
| 1965      | Operation Crossbow                               | Lt. John Curtis                |                                                               |
| 1965      | The Third Day                                    | Steve Mallory                  |                                                               |
| 1966      | The Blue Max                                     | Lt. Bruno Stachel              |                                                               |
| 1967      | Tobruk                                           | Capt. Kurt Bergman             |                                                               |
| 1967      | Rough Night in Jericho                           | Dolan                          |                                                               |
| 1968      | P.J.                                             | P.J. Detweiler                 |                                                               |
| 1968      | What's So Bad About Feeling Good?                | Pete                           |                                                               |
| 1968      | House of Cards                                   | Reno Davis                     |                                                               |
| 1969      | Pendulum                                         | Capt. Frank Matthews           |                                                               |
| 1970      | The Executioner                                  | John Shay                      |                                                               |
| 1970      | Cannon for Cordoba                               | Capt. Red Douglas              |                                                               |
| 1971      | One More Train to Rob                            | Harker Fleet                   |                                                               |
| 1972      | The Bravos                                       | Major John David Harkness      |                                                               |
| 1972      | The Groundstar Conspiracy                        | Tuxan                          |                                                               |
| 1972–1974 | Banacek                                          | Thomas Banacek                 | Serie de TV                                                   |
| 1974      | Newman's Law                                     | Vince Newman                   |                                                               |
| 1975      | The Week of Fear                                 | Dr. Jake Goodwin               | Filme para TV                                                 |
| 1975      | Guilty or Innocent: The Sam Sheppard Murder Case | Dr. Samuel Sheppard            | Filme para TV                                                 |
| 1975–1976 | Doctors' Hospital                                | Dr. Jake Goodwin               |                                                               |
| 1977      | Damnation Alley                                  | Maj. Eugene Denton             |                                                               |
| 1979      | Five Days from Home                              | T.M. Pryor                     | também diretor e produtor                                     |
| 1979      | Crisis in Mid-Air                                | Nick Culver                    | Filme para TV                                                 |
| 1979      | From Hell to Victory                             | Brett Rosson                   |                                                               |
| 1979      | Torn Between Two Lovers                          | Paul Rasmussen                 | Filme para TV                                                 |
| 1979      | An Almost Perfect Affair                         | Himself                        | sem créditos                                                  |
| 1980      | Battle Beyond the Stars                          | Cowboy                         |                                                               |
| 1981      | Your Ticket Is No Longer Valid                   | Jim Daley                      |                                                               |
| 1981      | Race for the Yankee Zephyr                       | Theo Brown                     |                                                               |
| 1982      | Twilight Theatre                                 |                                | Filme para TV                                                 |
| 1982      | Jugando con la muerte                            | McFadden                       |                                                               |
| 1983–1987 | The A-Team                                       | Col. John "Hannibal" Smith     | Serie de TV                                                   |
| 1984      | Tales of the Unexpected                          | Sgt. Guedo                     | TV: The Dirty Detail                                          |
| 1988      | Man Against the Mob                              | Frank Doakey                   | Filme para TV                                                 |
| 1989      | Zwei Frauen                                      | Mr. Martin                     |                                                               |
| 1989      | Man Against the Mob: The Chinatown Murders       | Frank Doakey                   | Filme para TV                                                 |
| 1990      | Night of the Fox                                 | Col. Harry Martineau/Max Vogel | Filme para TV                                                 |
| 1992      | The Tigress                                      | Sid Slaughter                  |                                                               |
| 1994      | Matlock                                          | Max Morgan                     | TV: The P.I.                                                  |